# Руотсинсальми
Руотсинсальми (фин. Ruotsinsalmi) или Свенсксунд (швед. Svensksund — Шведский пролив) — пролив Финского залива Балтийского моря, в юго-восточной Финляндии, близ границы с Россией, между островами Котка и Кутсало, к югу от порта Котка и к юго-западу от города Хамина (Фредриксгамн). Административно относится к общине Котка в области Кюменлааксо.
На острове Кукоури находится маяк.

## История

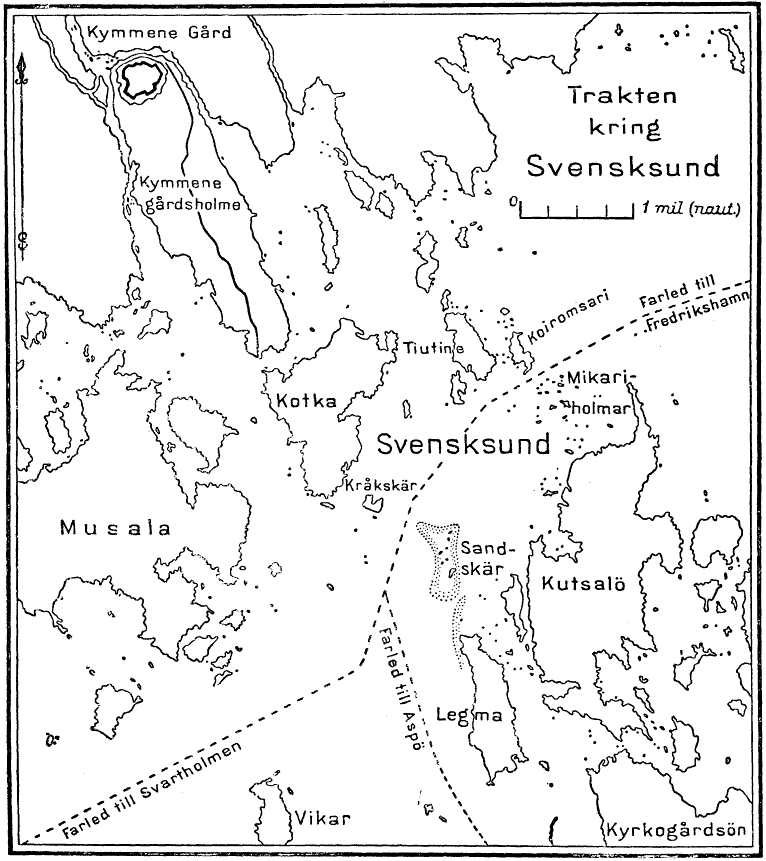
Карта пролива Руотсинсальми (Свенсксунд, Svensksund)

Пролив замечателен в историческом отношении. Пролив был ареной двух сражений русско-шведской войны (1788—1790). 13 (24) августа 1789 года здесь состоялось первое Роченсальмское сражение. 86 русских кораблей атаковали 62 корабля и 24 транспорта шведов и победили. 28 июня (9 июля) — 29 июня (10 июля) 1790 года состоялось второе Роченсальмское сражение, в котором победили шведы. На острове Вариссаари установлен монумент в память о моряках, погибших во втором Роченсальмском сражении. На острове Вариссаари выставлены обломки, пушки и вещи с гребного фрегата «Св. Николай», поднятые водолазами. Погибший в начале второго Роченсальмского сражения корабль был обнаружен в 1948 году на глубине 16 м.
По Абоскому миру 1743 года российско-шведская граница была установлена по реке Кюмийоки. По приказу императрицы Екатерины II после окончания русско-шведской войны (1788—1790) для контроля над проливом Руотсинсальми построена морская крепость Руотсинсальми (Роченсальм): форт «Слава» на Кукоури, форт «Екатерина» на острове Котка и форт «Елизавета» на острове Вариссаари как часть цепи крепостей в Финском заливе для защиты от шведов. Морская крепость Руотсинсальми стала базой российского императорского флота. После заключения Фридрихсгамского мирного договора 1809 года, по которому Швеция уступила Финляндию России, в 1830-х годах крепость была покинута и в форт «Слава» на остров Кукоури было перевезено небольшое количество солдат из крепости Руотсинсальми для охраны пролива. Форт служил одновременно тюрьмой. Форты были разрушены англичанами в 1855 году во время Крымской войны. Форт «Елизавета» восстанавливается. Форт «Слава» частично восстановлен в 1993 году.

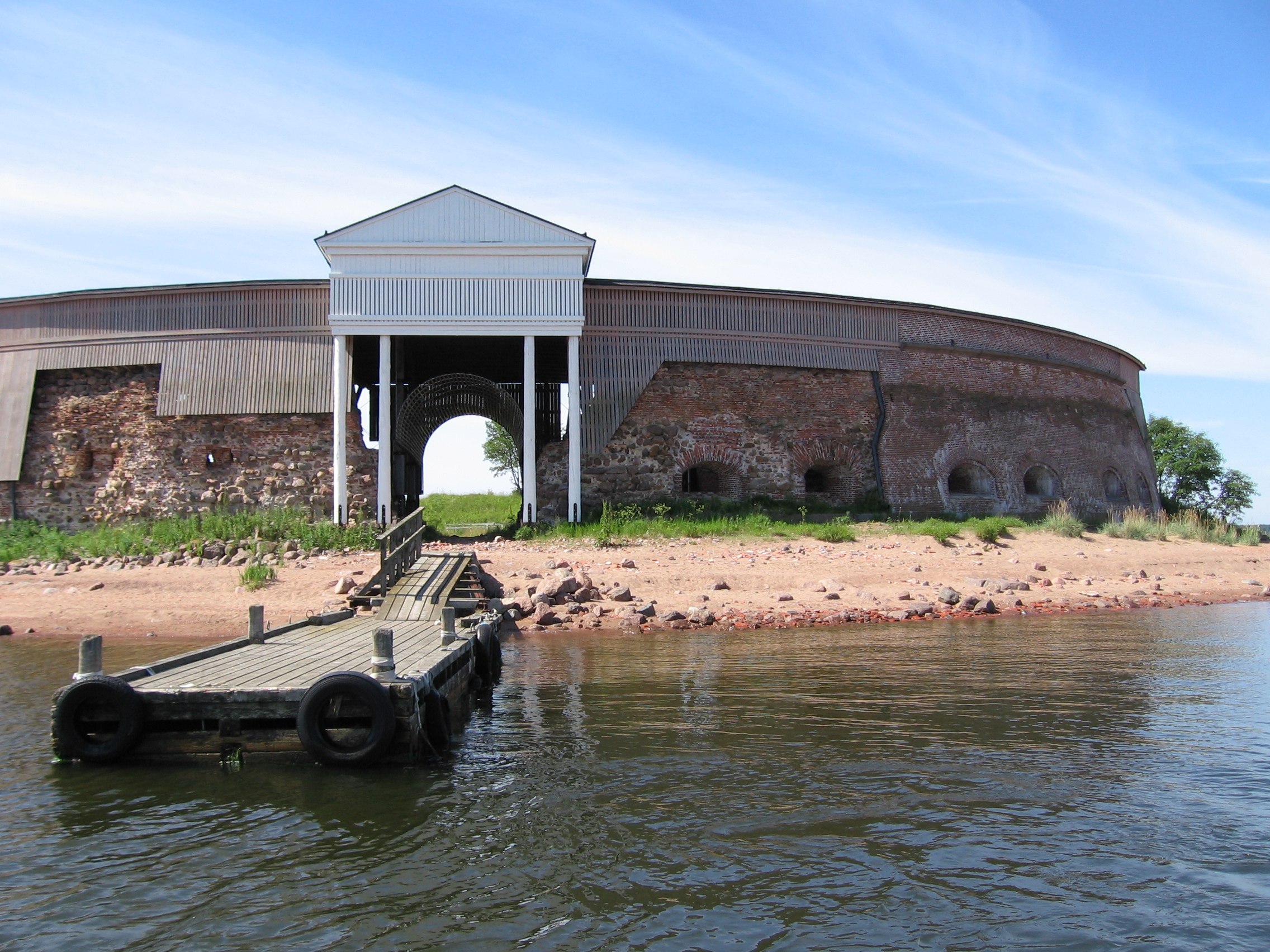
Форт «Слава» на Кукоури
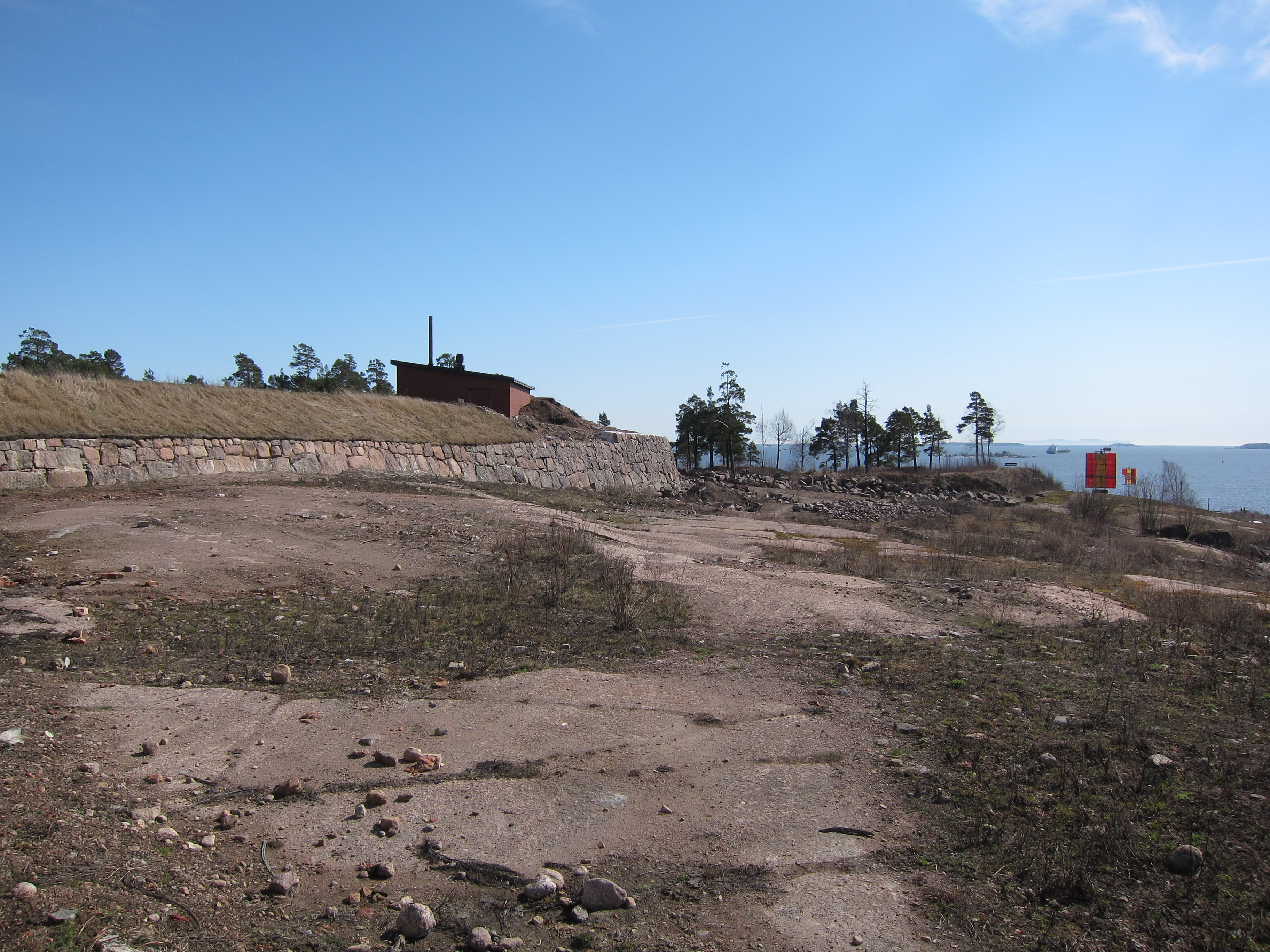
Руины форта «Екатерина» на юге острова Котка
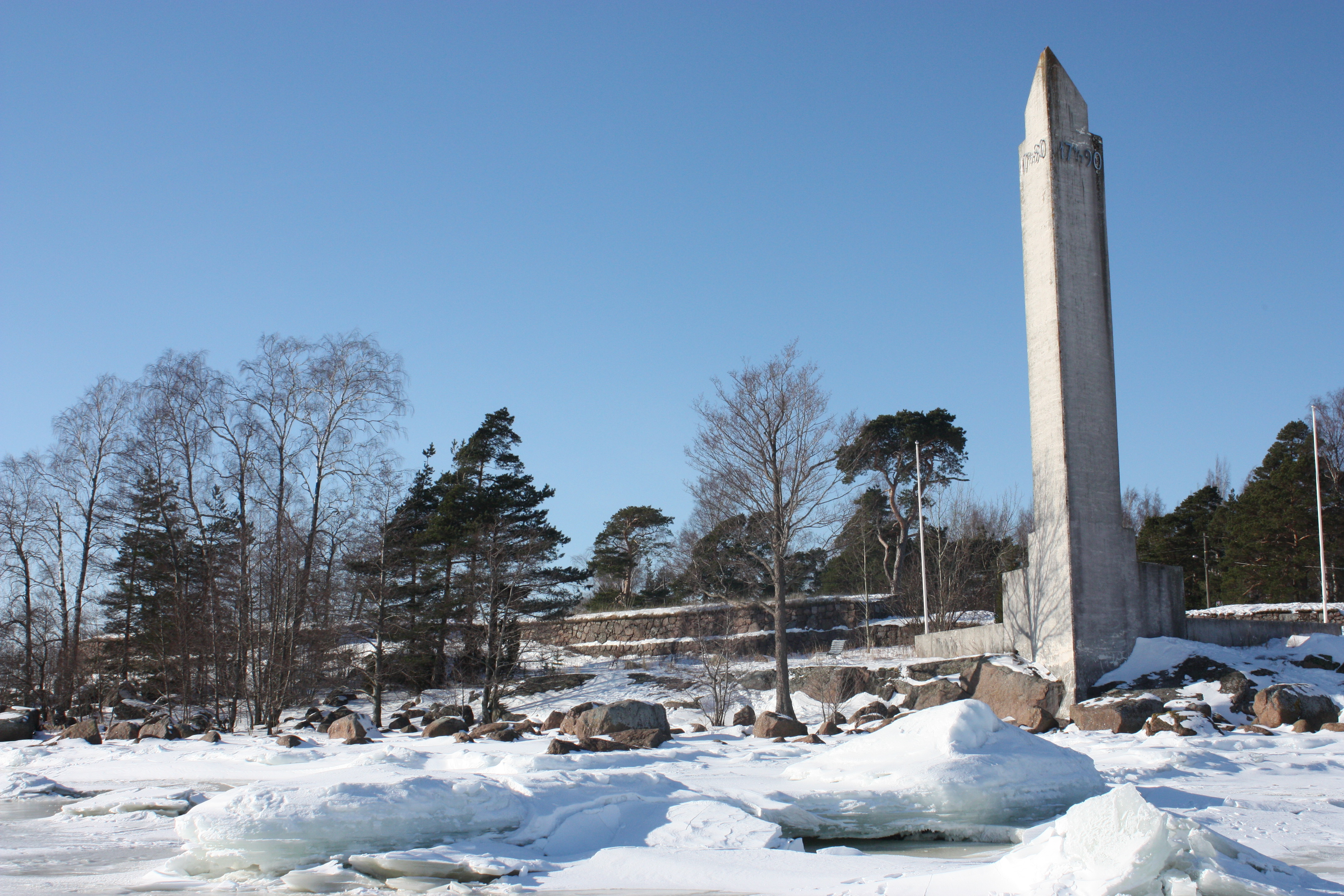
Мемориал морякам, погибшим во втором Роченсальмском сражении, на острове Вариссаари. Архитектор Хенрик Брун (Henrik Bruun), 1940